# Rue Joutx-Aigues
La rue Joutx-Aigues (en occitan : carrièra Josaica) est une voie de Toulouse, chef-lieu de la région Occitanie, dans le Midi de la France. Cette rue étroite, qui relie la rue des Paradoux à la rue des Filatiers, était au Moyen Âge au cœur du quartier juif de la ville, d'où elle tient probablement son nom. Elle fait aujourd'hui partie du site patrimonial remarquable.

## Situation et accès

### Description
La rue Joutx-Aigues est une voie publique. Elle appartient au quartier des Carmes. 
Elle est relativement étroite, puisque sa largeur ne dépasse pas 5 mètres. Longue de 106 mètres, elle naît perpendiculairement à la rue des Paradoux et se termine au croisement de la rue des Filatiers. Elle est prolongée à l'est par la rue Maletache, qui aboutit à la rue du Languedoc, au sud de la place Rouaix.
La chaussée compte une seule voie de circulation automobile à sens unique, de la rue des Filatiers vers la rue des Paradoux. Elle appartient à une zone de rencontre et la vitesse y est limitée à 20 km/h. Il n'existe pas de piste, ni de bande cyclable, quoiqu'elle soit à double-sens cyclable.

### Voies rencontrées
La rue Joutx-Aigues rencontre les voies suivantes, dans l'ordre des numéros croissants :
1. Rue des Paradoux
2. Rue des Filatiers

### Transports
La rue Joutx-Aigues n'est pas directement desservie par les transports en commun Tisséo. Elle se trouve cependant à proximité immédiate de la rue de la Dalbade et de la rue du Languedoc, parcourues par la navette Ville. On trouve de plus, sur la place Étienne-Esquirol, la station Esquirol de la ligne  du métro, où marque également l'arrêt la ligne de bus 44. Sur la place des Carmes se trouve la station du même nom, de la ligne  du métro.
La station de vélos en libre-service VélôToulouse la plus proche se trouve au bout de la rue des Paradoux : la station no 26 (9 rue Henri-de-Gorsse).

## Odonymie

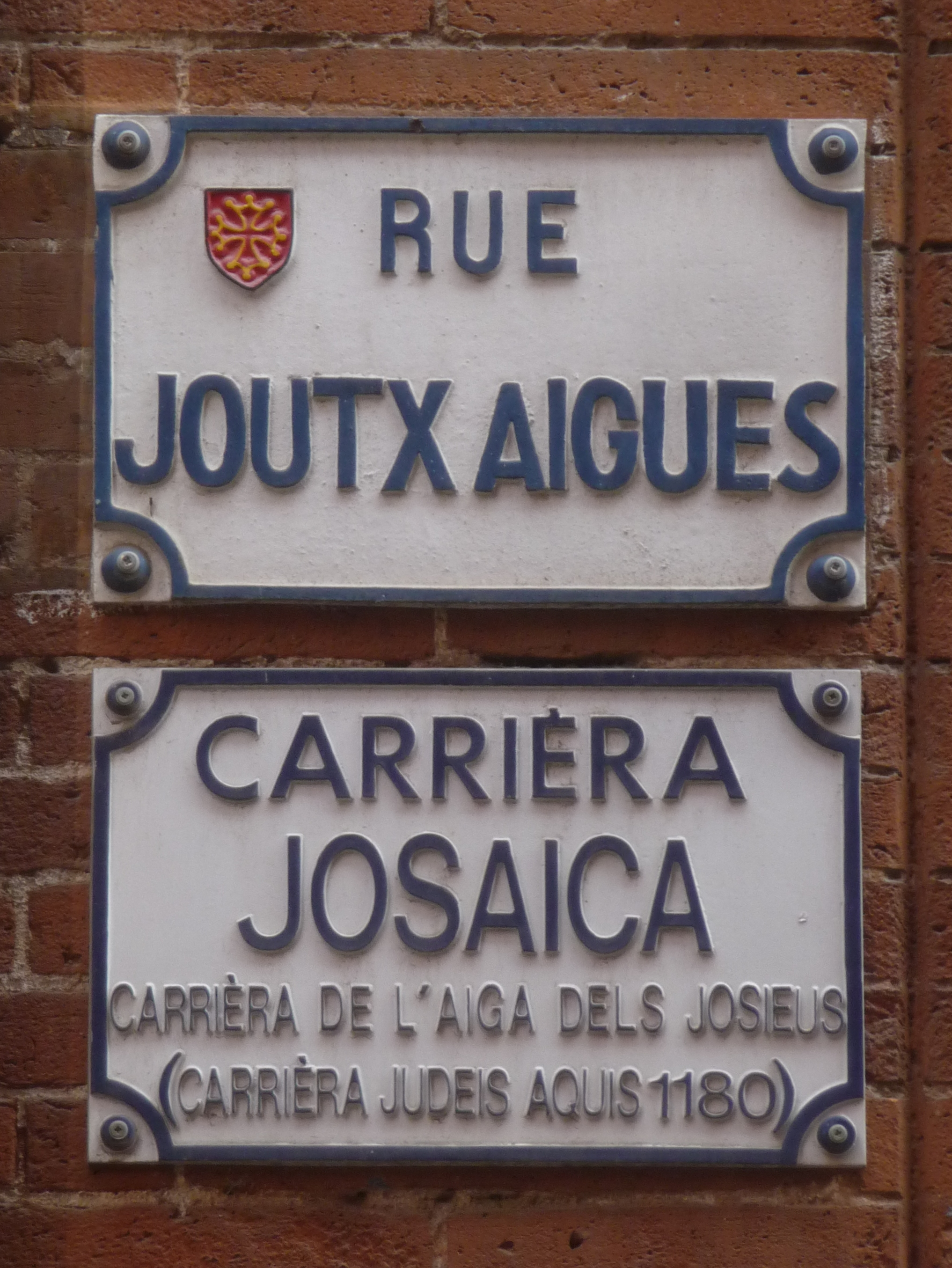
Plaques de rue en français et en occitan.

Le nom de la rue Joutx-Aigues est particulièrement ancien, puisqu'il est déjà attesté au début du XIIIe siècle. Il est en particulier cité dans la Chronique de la guerre des Albigeois qui fait le récit des événements de la croisade des Albigeois et parle d'un incendie déclenché dans un quartier dit Juzaigas. Ce nom connut des variations nombreuses : Jousaigues, Jotz Aigues ou encore Joutes Aigues. L'hypothèse la plus probable fait dériver Juzaigas d'un terme occitan, josaica, qui désignerait le quartier des Juifs (josieu en occitan). Ce nom serait à rapprocher, d'après Antoine Thomas, de celui de la rue Jouxaygues, à Lavaur. La déformation du mot expliquerait que le nom de la rue ait été transformé en « eau » (aigas en occitan) ou « ruisseau des Juifs ». Ces « eaux des Juifs » pourraient encore désigner un mikvé, un bain rituel juif, quoique cette hypothèse soit rejetée par Pierre Salies, qui penche pour un ruisseau, qui s'écoulait entre la place Rouaix et la Garonne, et traversait le quartier des Juifs. Après l'expulsion des Juifs au XIVe siècle, la mémoire de la présence des Juifs dans cette rue se perd. Ainsi, Jean Doujat, au XVIIe siècle, propose une étymologie différente et pense qu'il s'agit de la rue « sous » (jos en occitan) ou « près » (josta en occitan) « du ruisseau ». D'après Jules Chalande, le nom de la rue ne viendrait pas non plus des Juifs, car il identifie une autre rue, disparue aujourd'hui, qui aurait porté ce nom. Celle-ci aurait eu son parcours entre la rue Joutx-Aigues (no 3) et la rue des Paradoux (no 28).
En 1794, pendant la Révolution française, la rue fut rebaptisée rue Decius, en hommage aux trois Publius Decius Mus, consuls de Rome en 340, 312 et 279 avant J.-C., qui par leur dévouement sauvèrent trois fois la République romaine. La rue retrouva ensuite son nom ancien. La traduction du nom de la rue en occitan, au début du XXIe siècle, a conservé l'hypothèse de l'origine juive du nom de cette rue.

## Histoire

### Moyen Âge
Au Moyen Âge, la rue Joutx-Aigues appartient au capitoulat de la Dalbade. Son nom lui vient probablement des Juifs, qui y avaient là leur quartier. « Joutx-Aigues » est une déformation du nom occitan, mais les hypothèses divergent : ce serait josaica, qui signifierait « judaïque », ou aiga dels josieus, qui signifierait « eaux » ou « ruisseau des Juifs », faisant peut-être référence à un mikvé,,. On trouve d'ailleurs une maison des Juifs, probablement un tribunal juif, une synagogue ou une école rabbinique, près d'une ruelle des Juifs (aujourd'hui disparue, actuel no 3). Le quartier subit les destructions de la croisade des Albigeois, au début du XIIIe siècle. En 1216, durant l'occupation de la ville par les troupes de Simon de Montfort, un incendie est allumé par les soldats croisés près du quartier juif, nommé Juzaigas dans la Chanson de la croisade albigeoise. Le feu, parti de la rue Joutx-Aigues, gagne les rues voisines et provoque des destructions jusque dans la rue de la Dalbade.
En 1264, à la suite de l'intégration du Carmel au statut d’ordre mendiant et avec l'approbation du comte de Toulouse, Raimond VII, les religieux carmes, qui étaient établis hors de la ville près de leur chapelle Sainte-Marie du Carmel, au Férétra, quittent ce lieu pour établir leur communauté dans une maison de la rue Joutx-Aigues. Rapidement, dès 1266, avec l'appui du pape Clément IV, ils établissent cependant leur nouveau monastère quelques rues plus loin, au croisement de la rue des Filatiers et de la rue du Canard (emplacement de l'actuelle place des Carmes).
Après l'expulsion des Juifs de Toulouse au XIVe siècle, la mémoire des Juifs s'estompe. Le quartier est habité, au XVe siècle, principalement par des parlementaires et des hommes de loi, et les artisans y sont encore peu nombreux.

### Période moderne

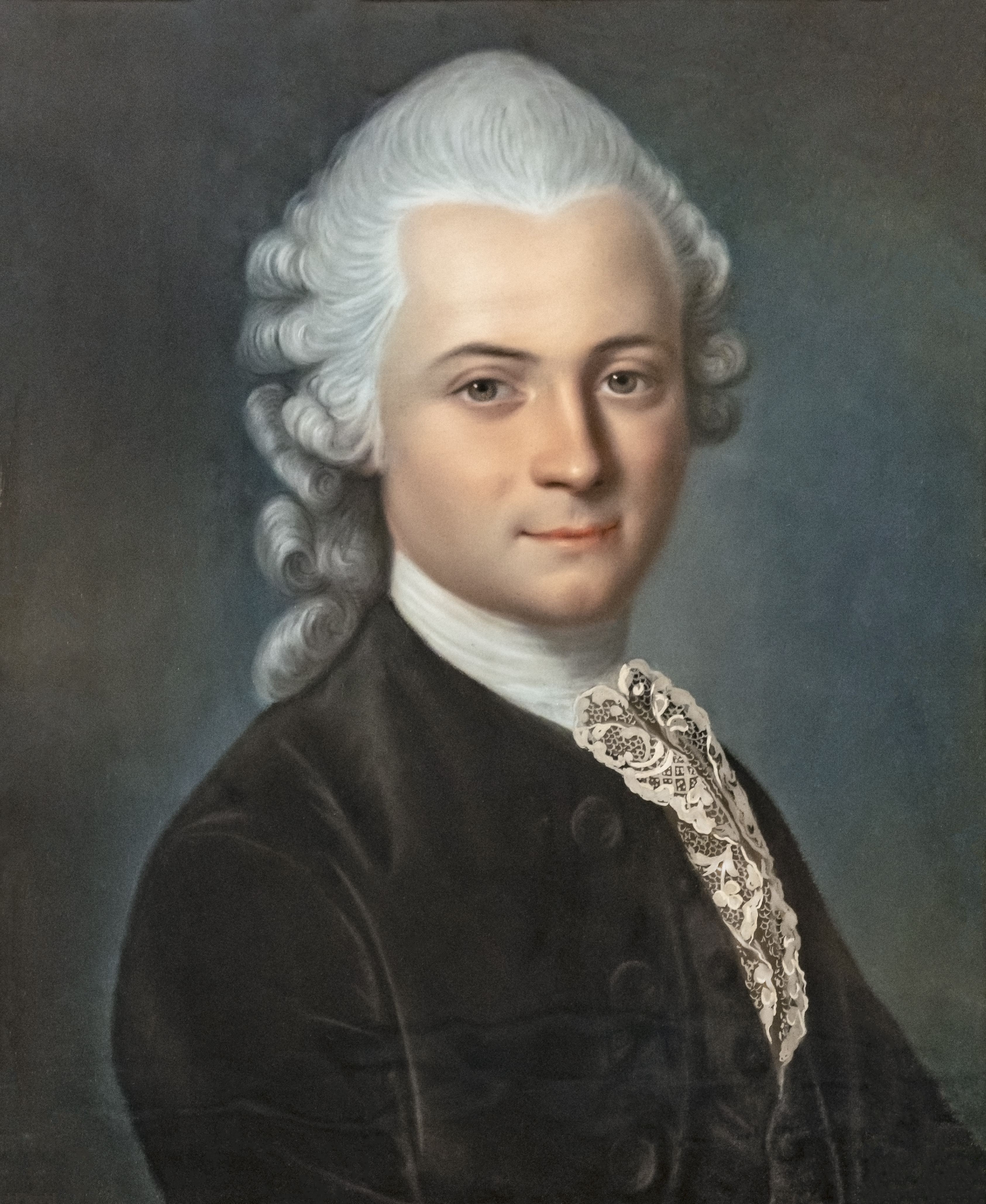
Henri-Bernard de Sapte, par Joseph de Saint-Michel (1762, musée Paul-Dupuy).

Le 7 mai 1463, un incendie se déclare dans une boulangerie, à l'angle des rues des Chapeliers (actuelle rue du Languedoc) et Maletache, qui provoque des destructions importantes dans toute la ville, et particulièrement dans le quartier de la Dalbade. L'ampleur des destructions permet aux élites locales de réunir de vastes emprises foncières pour faire bâtir leurs hôtels particuliers. Vers 1521, le conseiller au parlement Bertrand de Rességuier rachète six maisons sur la rue des Paradoux et la rue Joutx-Aigues pour y faire bâtir un hôtel avec sa tour (actuel no 2). Sur le côté nord de la rue, l'avocat Jean Maurel, capitoul en 1544-1545, 1562-1563 et 1572-1573, fait construire au XVIe siècle un hôtel (actuel no 5) et un four public (actuel no 1), connu comme le four de Joutx-Aigues.
Au XVIIIe siècle, la rue connaît des transformations et la plupart immeubles sont reconstruits ou reçoivent de nouvelles façades (actuels no 1 bis, 5 et 9 ; no 2, 8 et 10). Comme les artisans se font plus nombreux, les immeubles sont occupés par des boutiques. L'hôtel Rességuier est ainsi profondément remanié et sa façade compte quatre grandes arcades avec boutique au rez-de-chaussée et entresol sur la rue Joutx-Aigues et cinq sur la rue des Paradoux. Cela n'empêche pas la construction de nouveaux hôtels particuliers : en 1761, le conseiller au parlement Jean-Étienne de Sapte, seigneur du Puget et de Villelisses, près d'Alzonne, fait construire un bel hôtel (actuel no 3).

### Époque contemporaine
La Révolution française amène des changements. Pendant la Terreur, entre 1793 et 1794, plusieurs parlementaires toulousains sont inquiétés. Habitant l'hôtel de son père, le conseiller au parlement Henri-Bernard de Sapte est arrêté et enfermé dans la prison de la Visitation (emplacement de l'actuel no 41 rue Charles-de-Rémusat) le 22 août 1793. Condamné, il est guillotiné à Paris, le 14 juin 1794.

## Patrimoine et lieux d'intérêt

### Hôtels particuliers

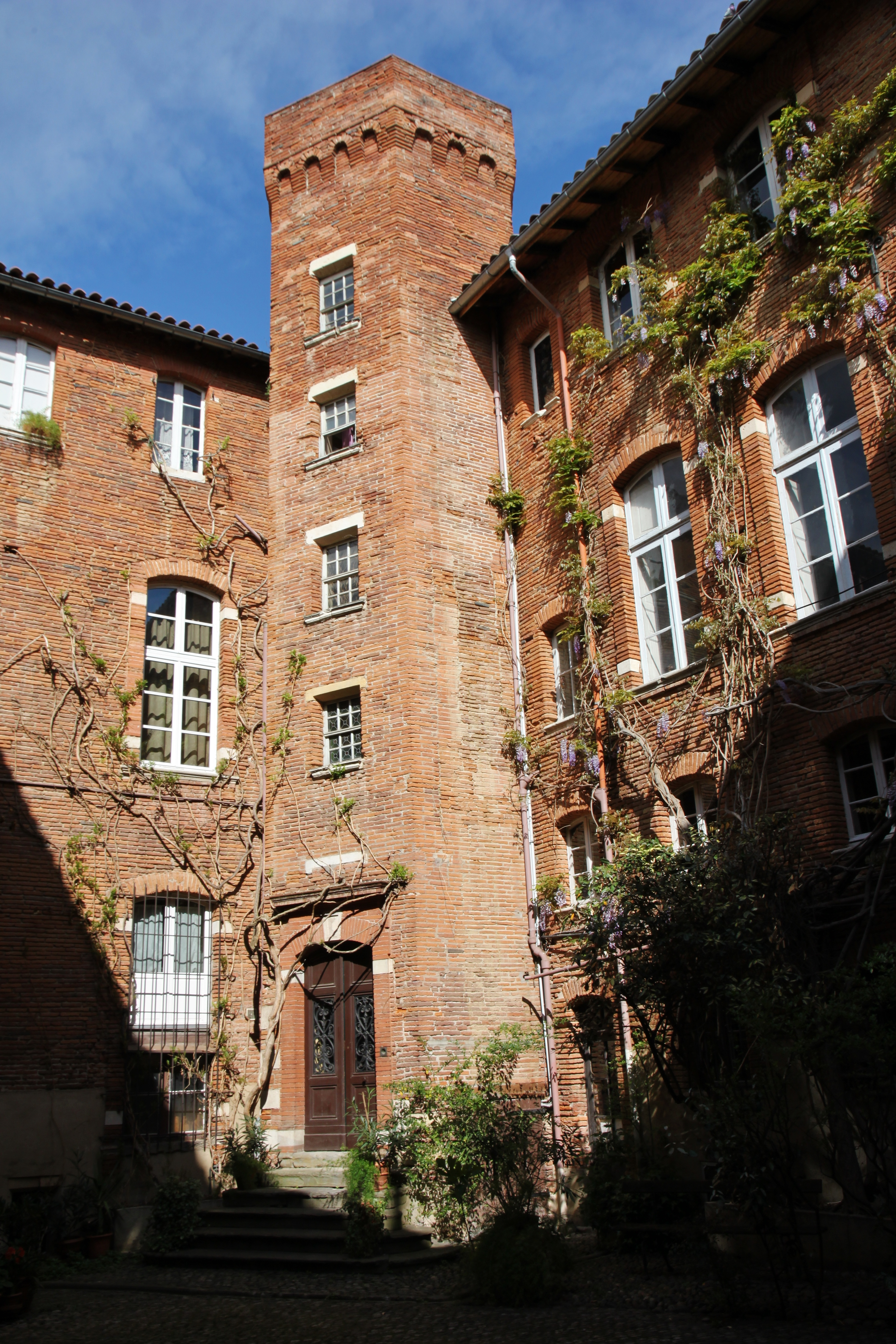
no 2 : tour de l'hôtel de Bertrand de Rességuier (XVIe siècle).

- no  2 : hôtel de Rességuier[N 1]. 
En 1524, le conseiller au parlement Bertrand de Rességuier achète six parcelles pour y faire édifier un hôtel particulier à l'angle de la rue des Paradoux. Il reste ensuite dans la même famille jusqu'au XVIIIe siècle puisqu'il appartient en 1606 à Jean de Rességuier, avocat au parlement, en 1679 à Étienne de Rességuier, secrétaire du roi au parlement, et en 1722 à Jean-François de Rességuier, conseiller au parlement[11]. Il se compose d'un bâtiment à plusieurs corps autour d'une cour rectangulaire où se dresse une tour octogonale de style Renaissance. Les façades et une grande partie de l'édifice ont été entièrement repris au XVIIIe siècle[12].

- no  3 : hôtel de Jean-Étienne de Sapte. 
Au XIIe ou au XIIIe siècle, une « maison des Juifs », probablement lieu de prière et de justice réservé aux Juifs de la ville, se trouve dans un petit immeuble qui s'élève à l'emplacement du bâtiment actuel. Il disparaît probablement au XIVe siècle, à la suite de l'expulsion des Juifs du royaume.
Un hôtel particulier de style néo-classique est édifié après 1761 pour Jean-Étienne de Sapte, conseiller au parlement. Dans les années 1950, la construction d'un nouvel immeuble altère presque définitivement cet hôtel caractéristique du XVIIIe siècle toulousain et seules quelques briques de la porte cochère témoignent de ce passé[13].

### Immeubles
- no  4 : immeuble. 
L'immeuble est élevé au XIXe siècle. Il présente sur la rue Joutx-Aigues une façade néo-classique monumentale qui s'élève sur trois étages décroissants. Le rez-de-chaussée est percé de quatre ouvertures de boutique qui encadrent la porte cochère. L'agrafe porte un imposant mascaron. Aux étages, les fenêtres ont des garde-corps à motifs végétaux. La travée centrale est mise en valeur par un encadrement de pilastres à chapiteaux doriques au 1er étage et ioniques au 2e étage, soutenant une corniche à modillons. Dans la cour intérieure ont été placées deux colonnes en pierre de l'ancienne église de la Daurade[14].

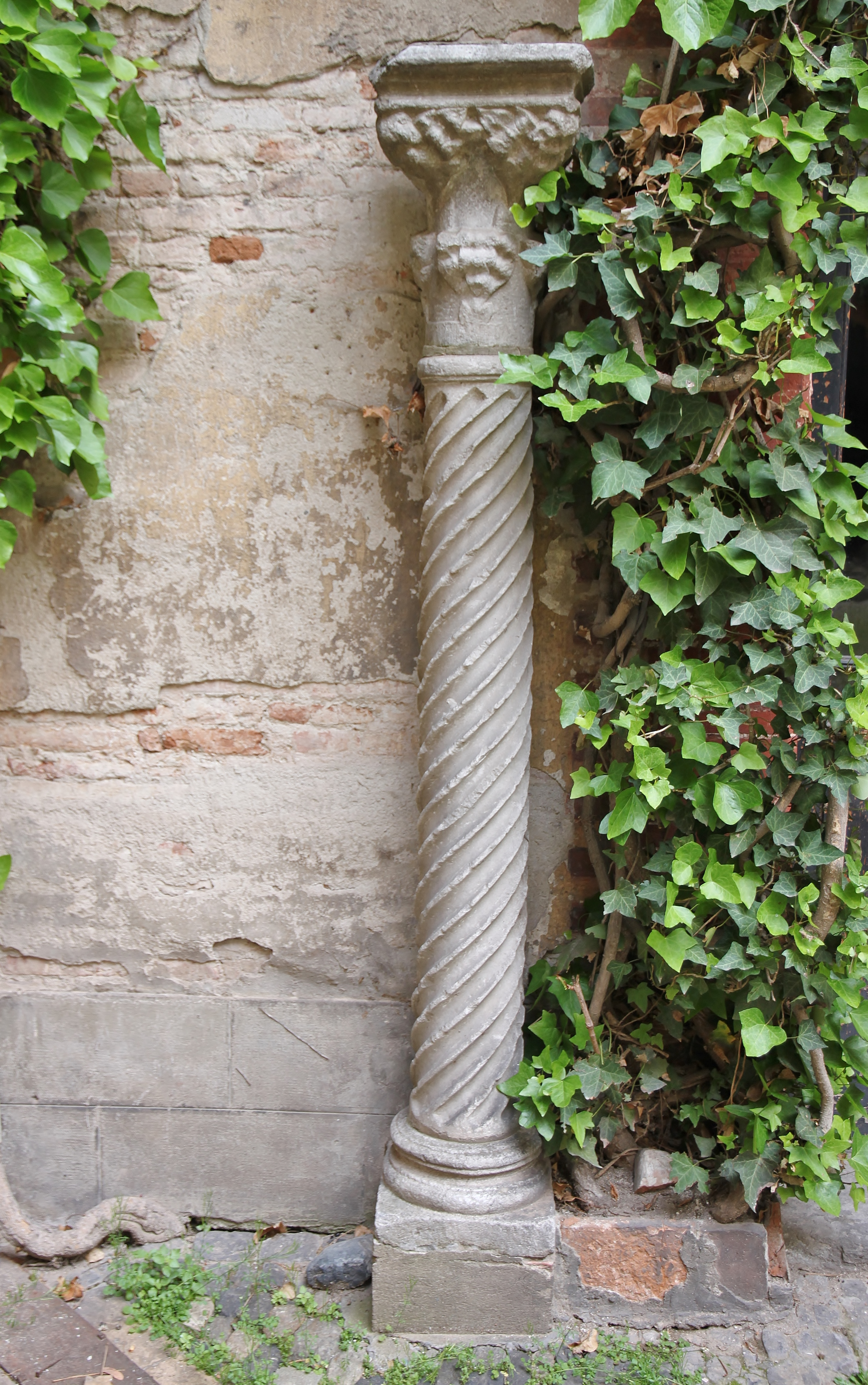
no 4 : colonne de l'ancienne église de la Daurade.
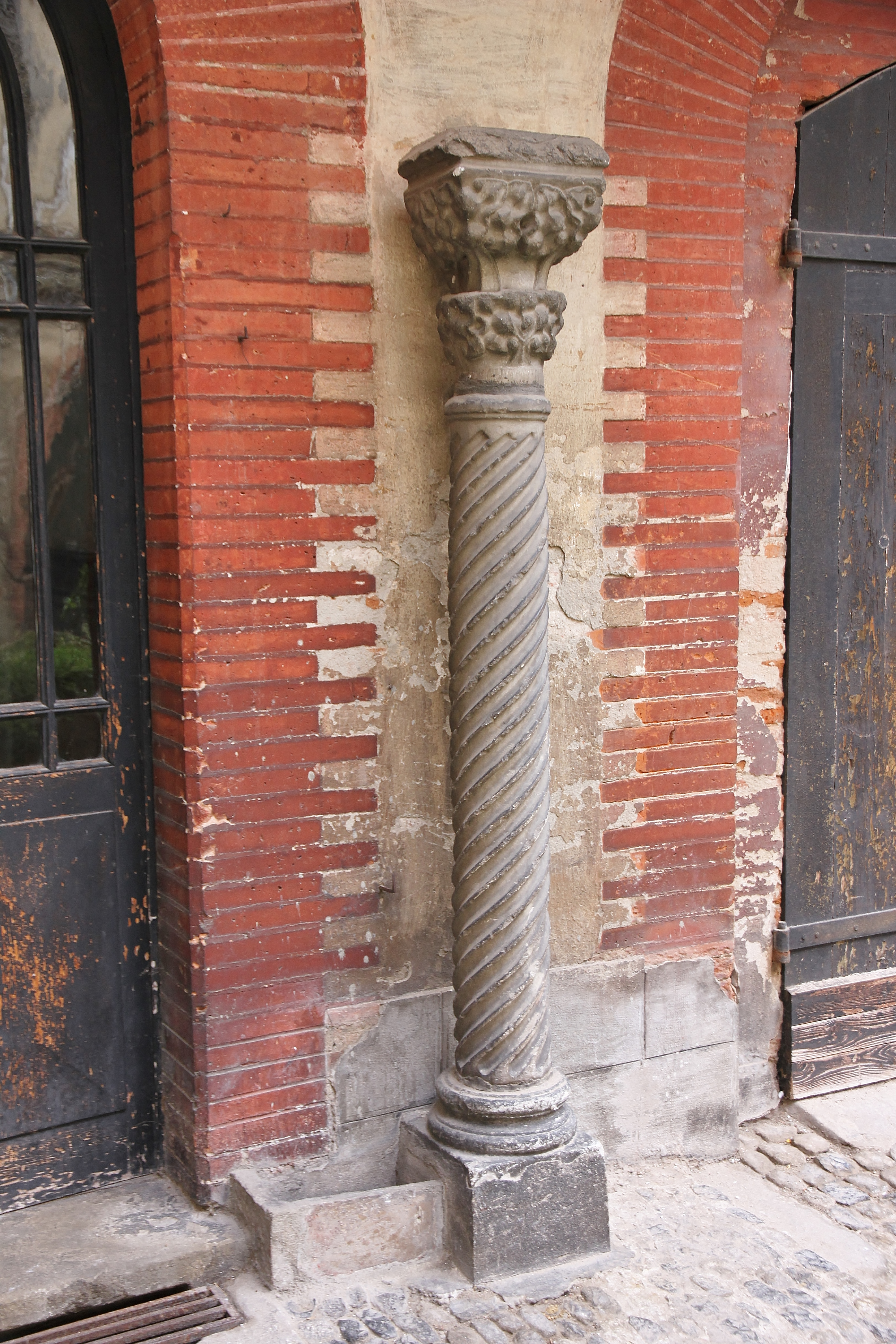
no 4 : colonne de l'ancienne église de la Daurade.

- no  9 : maison de Jean-Baptiste de Lespinasse.
Dans la première moitié du XVIIe siècle, Jean-Baptiste de Lespinasse, conseiller au présidial, fait agrandir la maison qu'il a achetée à l'angle de la rue des Filatiers. Le bâtiment est considérablement modifié au XVIIIe siècle et surtout au XIXe siècle, mais il conserve du côté de la rue Joutx-Aigues deux fenêtres à meneau de style Renaissance avec un décor végétal et anthropomorphe[15],[16].

## Personnalité
- Jane Dieulafoy (1851-1916) : Jeanne Magre, épouse de l'archéologue Marcel Dieulafoy, elle-même archéologue, autrice de romans, de récits de voyage et de pièces de théâtre, journaliste et conférencière, est née dans l'appartement de ses parents, dans l'hôtel de Sapte (actuel no 3).